# オークランド観光開発

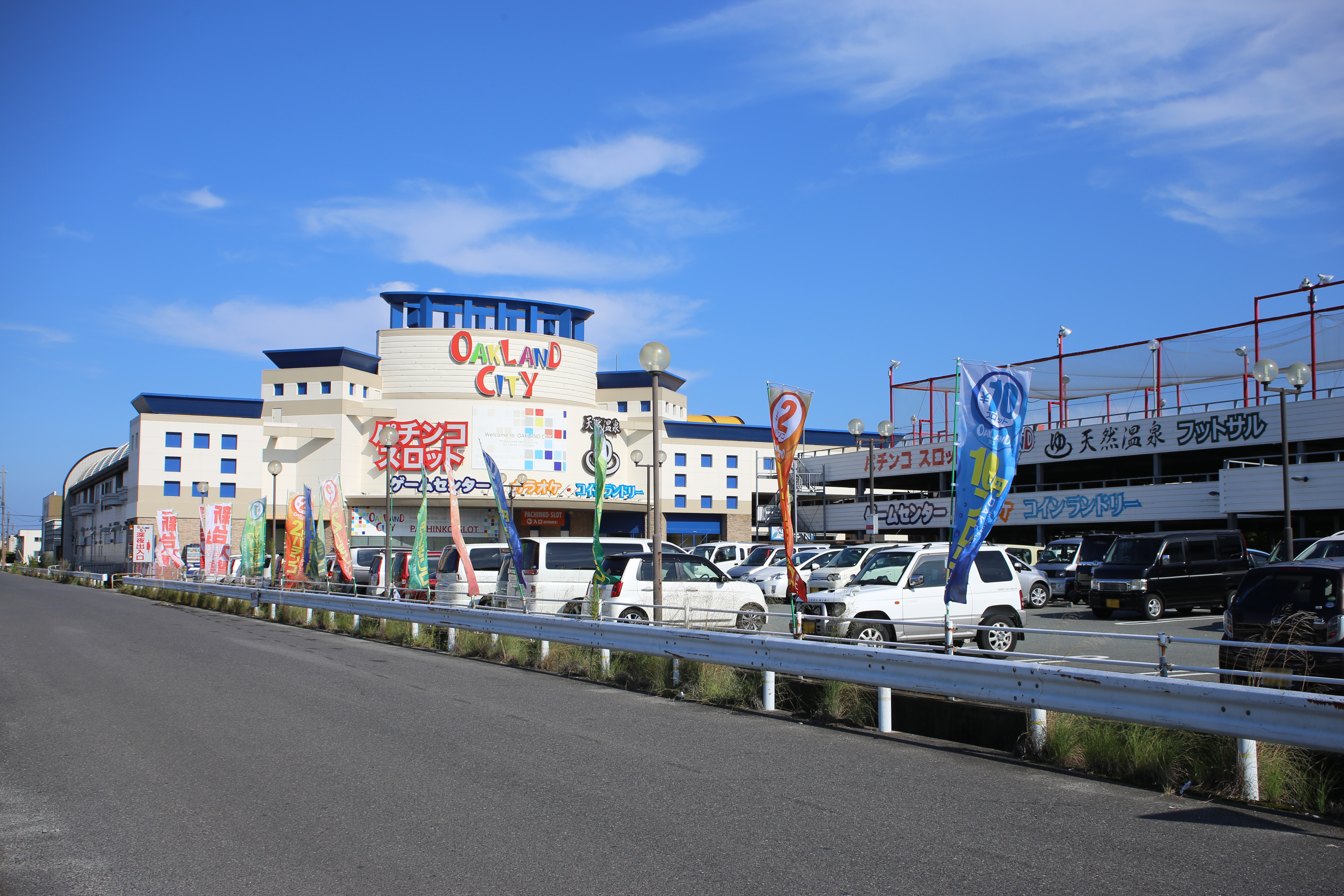
オークランドシティ（2016年9月）

オークランド観光開発株式会社（オークランドかんこうかいはつ）は、愛知県春日井市鳥居松町に本社を置く日本の企業（サービス業）。パチンコ店・ボウリング場・スーパー銭湯（日帰り温泉施設）「竜泉寺の湯」などのレジャー施設を運営する。

## 展開業態

### スーパー銭湯
- 竜泉寺の湯（複数地域展開）[5][6]
- 天然温泉 喜盛の湯（岩手県盛岡市）[5][6]
- 磐田ななつぼし（静岡県磐田市）[5][6]

この他、かつてはもともとサウナ業態であった「スオミの湯」を複数地域（愛知県を中心に三重県、岐阜県、岩手県）で展開（参照）していた。オークランドシティ（下記参照）内の「天然温泉 スオミの湯」は最後まで残っていたが、オークランドシティの閉館に伴い2019年9月に閉業し、「スオミの湯」の屋号は完全に消滅した。

### その他
- GAME BANK 仙台泉店（竜泉寺の湯仙台泉店に隣接）[5]
- トマト盛岡（岩手県盛岡市/パチンコ店）

### かつて運営していた施設
- オークランドメイズ 竜泉寺の砦（愛知県名古屋市/迷路園）
- 竜泉寺ウォーターパーク（上記迷路園の跡地に1989年開業/屋外プール）
2006年の夏季を以て営業終了。隣接地に「竜泉寺の湯」が併設されていたが、現在でも同地には二度のリニューアルが実施された「竜泉寺の湯 名古屋守山本店」が所在している。
- オークランドシティ（三重県津市/複合アミューズメント施設）[5][8]
  - 津フットサルスクエア（オークランドシティに隣接）[5]

2019年9月を以て閉館[9]。上記、天然温泉施設の他にパチンコ、カラオケ、ゲームセンター、レストランなどがあった。
- トマト720（青森県弘前市/パチンコ店）
2023年9月21日を以て閉店。同業のマルハンへ譲渡。
- オークランド（愛知県春日井市/複合アミューズメント施設。1969年11月開業）
  - オークランドボウル春日井（ボウリング場）[5]
  - オークランドハイテクランド春日井（ゲームセンター）
  - ぱちんこ オークランド春日井（パチンコ店）
  - オークランドカラオケスタジオ（カラオケ店）

施設の老朽化に伴い、2025年5月31日を以て閉館。

## 関連会社
- 松永運輸[1]
- オリエント通商[1]